# ژن‌ست کورپوریشن
ژن‌ست کورپوریشن (انگلیسی: Genset Corporation) شرکت داروسازی فرانسوی است، که در سال ۱۹۸۹ تأسیس شد.